# Jan Johansen
Jan Christian Johansen, född 9 januari 1966 i Stockholm, är en svensk sångare. Han spelar även trummor, gitarr och bas. Han är son till jazzmusikern Egil Johansen.

## Biografi
Det stora genombrottet kom i den svenska Melodifestivalen 1995 där han framförde bidraget Se på mig, som vann tävlingen och sedan slutade på tredje plats i Eurovision Song Contest 1995. Se på mig låg 17 veckor på Svensktoppens förstaplats och i 27 veckor totalt på listan. Debutalbumet Johansen sålde i närmare 160 000 exemplar.
Han har medverkat ytterligare fyra gånger i Melodifestivalen. 2001 med Ingenmansland, 2002 med Sista andetaget, 2003 med Let Your Spirit Fly som han sjöng tillsammans med Pernilla Wahlgren samt Melodifestivalen 2020 i den andra semifinalen med låten "Miraklernas tid" där han ställde upp som stand in för Thorsten Flinck som var tänkt för framträdandet, men som blev diskvalificerad några dagar innan tävlingen. Johansen skrev även ett bidrag till Norsk Melodi Grand Prix 2001, med namnet Looking for Love som framfördes av den norska artisten Rasmus Högset.
År 1990 började Johansen som sångare i coverbandet Off Duty. Bandet var ett av de mest anlitade coverbanden under första hälften av 90-talet. Tillsammans med bland andra gitarristen Mats Hedström driver Johansen även sidoprojektet Gavelin.  På Johansens senaste album Trumslagarens pojke, utgivet i juni 2016, samarbetade Johansen med Camilla Läckberg som skrev samtliga texter.
År 2013 utkom den självbiografiska boken Med Nya Ögon på Norstedts. Boken skrev Johansen tillsammans med journalisten Colette van Luik. I boken berättar Johansen om sitt liv och baksidan av kändisskap. Han berättar hur han 2008 valde bort alkohol. Boken innehåller även en intervju med My Skarsgård.

## Diskografi

### Album
| År   | Titel                                                     | Sverige | Norge |
| ---- | --------------------------------------------------------- | ------- | ----- |
| 1995 | Johansen                                                  | #2      | #34   |
| 1996 | Johansen 2                                                | #23     | #22   |
| 1997 | Roll Tide Roll (med The Brazz Brothers och Egil Johansen) | -       | -     |
| 2001 | Fram till nu                                              | #36     | #23   |
| 2002 | Hela vägen fram                                           | #29     | -     |
| 2003 | X My Heart                                                | #44     | -     |
| 2003 | Ignition med Ignition)                                    | -       | -     |
| 2007 | Hits! (samlingsalbum)                                     | -       | -     |
| 2009 | Minnen                                                    | -(+)    | #7    |
| 2010 | En ny bild av mig                                         | -       | -     |
| 2013 | Min Jul (Inspelad live)                                   | #12     | -     |
| 2016 | Trumslagarens pojke                                       | -       | -     |

 Listplaceringarna från Sverigetopplistan och VG-lista
|-
2009
- (+) Minnen-skivan är utgiven endast i Norge och Finland.[7]

### Singlar
| År   | Titel                                                                  | Sverige topplistan | Svensk toppen | Sverige Tracks | Norge Singel | Norge Hit40 | Album                   |
| ---- | ---------------------------------------------------------------------- | ------------------ | ------------- | -------------- | ------------ | ----------- | ----------------------- |
| 1984 | Over And Out (med Magnum Bonum)                                        | -                  | -             | -              | -            | -           |                         |
| 1987 | Radio Waves                                                            | -                  | -             | -              | -            | -           |                         |
| 1993 | Lost in Paradise (duett med Erika)                                     | 26                 | -             | -              | -            | -           | Lady Luck (Erika album) |
| 1995 | Se på mig                                                              | 1                  | 1             | 1              | -            | -           | Johansen                |
| 1995 | Another Night                                                          | -                  | -             | -              | -            | -           | Johansen                |
| 1995 | When the Night is Young                                                | -                  | -             | -              | -            | -           | Johansen                |
| 1995 | River of My Heart                                                      | -                  | -             | 12             | -            | -           | Johansen                |
| 1995 | Hold You                                                               | -                  | -             | -              | -            | -           | Johansen                |
| 1996 | Mitt hjärta i din hand                                                 | 51                 | 2             | -              | -            | -           | Johansen 2              |
| 1996 | Kommer tid, kommer vår (duett med Jill Johnson / Elisabeth Andreassen) | 38                 | 4             | -              | 13           | -           | Johansen 2              |
| 1996 | Ingenting har hänt                                                     | -                  | 5             | -              | -            | -           | Johansen 2              |
| 1996 | Håll mej                                                               | -                  | -             | -              | -            | -           | Johansen 2              |
| 1996 | Camelia                                                                | -                  | -             | -              | -            | -           | Johansen 2              |
| 1997 | Ljudet av din röst                                                     | -                  | 13            | -              | -            | -           | Johansen 2              |
| 1997 | Roll Tide Roll (med The Brazz Brothers)                                | -                  | -             | -              | -            | -           | Roll Tide Roll          |
| 1998 | Utan dej                                                               | -                  | 14            | -              | -            | -           |                         |
| 2001 | Ingenmansland                                                          | 21                 | 6             | -              | -            | 76          | Fram till nu            |
| 2001 | Life Goes On                                                           | -                  | -             | -              | -            | -           | Fram till nu            |
| 2002 | Sista andetaget                                                        | 13                 | 5             | -              | -            | 59          | Hela vägen fram         |
| 2002 | Vågar du                                                               | -                  | 11            | -              | -            | -           | Hela vägen fram         |
| 2002 | Hon går igen                                                           | -                  | 15            | -              | -            | -           | Hela vägen fram         |
| 2002 | Tiden går                                                              | -                  | -             | -              | -            | -           | Hela vägen fram         |
| 2003 | Let Your Spirit Fly (duett med Pernilla Wahlgren)                      | 10                 | 5             | -              | -            | -           | X my Heart              |
| 2003 | Let's Not Fade Away                                                    | -                  | 12            | -              | -            | 83          | X my Heart              |
| 2004 | New Day (Jan Johansen/Susie Päivärinta/Nestor Geli med Miz)            | -                  | -             | -              | -            | -           |                         |
| 2005 | Röd Mustang                                                            | 16                 | -             | -              | -            | -           |                         |
| 2006 | Calling Out Loud                                                       | -                  | 14            | -              | -            | -           |                         |
| 2006 | Röd Mustang (Remix)                                                    | 24                 | -             | -              | -            | -           |                         |
| 2006 | Solens strand                                                          | -                  | 12            | -              | -            | -           |                         |
| 2008 | När allting dör                                                        | -                  | -             | -              | -            | -           | Minnen                  |
| 2008 | Sol, vind och vatten                                                   | -                  | -             | -              | -            | -           | Minnen                  |
| 2009 | Fri                                                                    | -                  | 11            | -              | -            | -           | Minnen                  |
| 2009 | Se på mig [nyutgåva]                                                   | -                  | -             | -              | 7            | -           | Minnen                  |
| 2010 | Till dig                                                               | -                  | 11            | -              | -            | -           | En ny bild av mig       |
| 2010 | Cyanid                                                                 | 19                 | -             | -              | -            | -           | En ny bild av mig       |
| 2011 | It's Not Real                                                          | -                  | -             | -              | -            | -           |                         |
| 2011 | Sista söndagen i advent                                                | -                  | -             | -              | -            | -           |                         |
| 2011 | Christmas Time Again                                                   | -                  | -             | -              | -            | -           |                         |
| 2015 | Trumslagarens Pojke                                                    | -                  | -             | -              | -            | -           |                         |
| 2015 | Det är du [med Camilla Läckberg]                                       | -                  | -             | -              | -            | -           |                         |
| 2015 | All Because of You [med Rebecka K]                                     | -                  | -             | -              | -            | -           |                         |

 Listplaceringarna från Sverigetopplistan, Svensktoppen , Trackslistan, VG-lista och Hit40